# Mazocraeidea
I Mazocraeidea sono un ordine di platelminti monogenei.

## Tassonomia
L'ordine Mazocraeidea conta le seguenti famiglie:
- Allodiscocotylidae
- Allopyragraphoridae
- Anchorophoridae
- Axinidae
- Bychowskicotylidae
- Chauhaneidae
- Diclidophoridae
- Diplozoidae
- Discocotylidae
- Gastrocotylidae
- Gotocotylidae
- Heteraxinidae
- Heteromicrocotylidae
- Hexostomatidae
- Macrovalvitrematidae
- Mazocraeidae
- Mazoplectidae
- Megamicrocotylidae
- Microcotylidae
- Monaxinoididae
- Octolabeidae
- Paramonaxinidae
- Plectanocotylidae
- Protomicrocotylidae
- Pseudodiclidophoridae
- Pterinotrematidae
- Pyragraphoridae
- Rhinecotylidae
- Thoracocotylidae